# Ватикан
Ватика́н (лат. Status Civitatis Vaticanæ, итал. Stato della Città del Vaticano, также встречается использование названия госуда́рство-го́род Ватика́н) — карликовое государство-анклав (самое малое официально признанное государство в мире) внутри территории Рима, ассоциированное с Италией. Статус Ватикана в международном праве — вспомогательная суверенная территория Святого Престола, резиденции высшего духовного руководства Римско-католической церкви.
Дипломатические миссии иностранных государств аккредитуются при Святом Престоле, а не при городе-государстве Ватикан. Иностранные посольства и представительства, аккредитованные при Святом Престоле, ввиду малой территории Ватикана размещены в Риме (включая и посольство Италии, которое, таким образом, находится в своей собственной столице).
Ватикан является постоянным наблюдателем при Организации Объединённых Наций с 1963 года, сотрудничая с организацией с 1957 года. В июле 2004 года права миссии Святого Престола при ООН были расширены. Кроме того, с августа 2008 года Ватикан начал сотрудничество с Интерполом на постоянной основе.
Ватикан как уникальное государство не участвует в большинстве проектов ЕС, но использует евро в качестве валюты и выпускает собственные монеты евро.

## Этимология
Официальное название «Ватикан» впервые было использовано в Латеранских соглашениях, заключённых 11 февраля 1929 года между Святым Престолом и правительством Италии во главе с Б. Муссолини, которые установили статус современного города-государства. Название было взято от названия Ватиканского холма (Monte Vaticano), на котором расположено государство. Название же Ватиканского холма, вероятно, появилось от этрусского названия города «Ватикум», в настоящее время не существующего. Согласно легендам, на этом месте этрусские прорицатели (а позже — римские авгуры) провозглашали свои предсказания — «ватицинации» (vaticinatio — «предсказание», «пророчество»). Исторически (до появления государства Ватикан) слово «ватикан» имело значение «дворец папы».
Официальное итальянское название Ватикана (Stato della Città del Vaticano) означает в буквальном переводе «Государство го́рода Ватикан». Хотя Святой Престол (который не идентичен Ватикану) и Католическая церковь используют в официальных документах церковную латынь, Ватикан в своей текущей деятельности официально использует итальянский язык. Латинское название государства Status Civitatis Vaticanæ используется в официальных документах не только Святым Престолом, но и в большинстве официальных церковных и папских документов.

## Климат
Из-за небольших размеров страны климат Ватикана совпадает с климатом окружающего его Рима: умеренный, средиземноморский, с мягкой зимой. В некоторых местах встречается туман или роса. Среднегодовым количеством осадков является 804 мм.
| Показатель                    | Янв. | Фев. | Март | Апр. | Май  | Июнь | Июль | Авг. | Сен. | Окт. | Нояб. | Дек. | Год  |
| ----------------------------- | ---- | ---- | ---- | ---- | ---- | ---- | ---- | ---- | ---- | ---- | ----- | ---- | ---- |
| Абсолютный максимум, °C       | 19,8 | 21,2 | 26,6 | 27,2 | 33,0 | 37,8 | 39,4 | 40,7 | 38,4 | 30,0 | 25,0  | 20,2 | 40,7 |
| Средний суточный максимум, °C | 11,9 | 13,0 | 15,2 | 17,7 | 22,8 | 26,9 | 30,3 | 30,6 | 26,5 | 21,4 | 15,9  | 12,6 | 20,4 |
| Средняя температура, °C       | 7,5  | 8,2  | 10,2 | 12,6 | 17,2 | 21,1 | 24,1 | 24,5 | 20,8 | 16,4 | 11,4  | 8,4  | 15,2 |
| Средний суточный минимум, °C  | 3,1  | 3,5  | 5,2  | 7,5  | 11,6 | 15,3 | 18,0 | 18,3 | 15,2 | 11,3 | 6,9   | 4,2  | 10,0 |
| Абсолютный минимум, °C        | −11  | −4,4 | −5,6 | 0,0  | 3,8  | 7,8  | 10,6 | 10,0 | 5,6  | 0,8  | −5,2  | −4,8 | −11  |
| Норма осадков, мм             | 67   | 73   | 58   | 81   | 53   | 34   | 19   | 37   | 73   | 113  | 115   | 81   | 804  |

## История
В античности территория Ватикана (лат. ager vaticanus) не была заселена, так как в Древнем Риме это место считалось святым. Император Клавдий проводил на этом месте цирковые игры. В 326 году, после прихода христианства, над предполагаемой гробницей святого Петра была воздвигнута базилика Константина, и с тех пор это место стало заселяться.
Образовавшаяся в середине VIII века Папская область охватила значительную часть Апеннинского полуострова, но в 1870 году была ликвидирована Итальянским королевством.
В современном виде возник 11 февраля 1929 года на основании заключённых с правительством Бенито Муссолини Латеранских соглашений.

## География

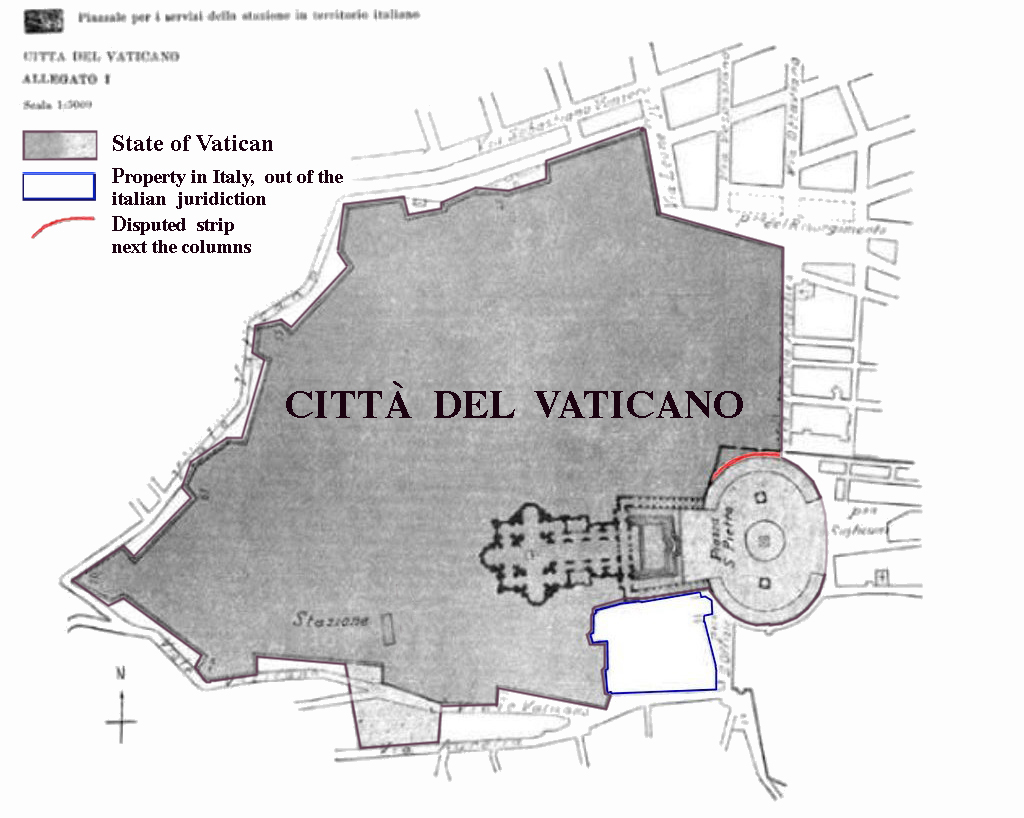
Официальный план Ватикана (из приложения к Латеранским соглашениям). На плане цветами обозначены: тёмно-серый — территория города-государства Ватикан; светло-серый — территория города-государства Ватикан, за поддержание правопорядка на которой отвечает Италия. Эта территория может быть в любой момент закрыта для публики и итальянской полиции для проведения особых церемониальных мероприятий; красный — небольшая полоса (3 м в ширину и 60 м в длину) рядом с северной колоннадой собора Святого Петра, являющаяся, согласно Латеранским соглашениям, территорией Италии и находящаяся в итальянской юрисдикции. Этот факт был предметом споров на совместной ватикано-итальянской комиссии, существовавшей до 1932 года для уточнения формулировок Латеранских соглашений. Однако, поскольку решения комиссии имели рекомендательный характер, Италия отказалась признавать результаты дискуссии и оставила полосу земли вдоль колоннады за собой; обведённое синим — территория Италии, находящаяся во владении Святого Престола. Территория имеет экстерриториальный статус, итальянское право на ней не применяется; также — территория в южной части плана (слева снизу) закрашена светло-серым по ошибке и является территорией Италии

Ватикан расположен на Ватиканском холме в северо-западной части Рима, в нескольких сотнях метров от Тибра. Со всех сторон Ватикан окружён территорией Италии, общая длина государственной границы составляет 3,2 километра. Кроме этого, Латеранские соглашения дали Ватикану некоторую экстратерриториальность (некоторые базилики, куриальный и диоцезиальный офисы и Кастель-Гандольфо), но, в основном, граница совпадает с оборонительной стеной. Перед собором Святого Петра границей является край овалообразной площади (обозначен белыми камнями в мощении площади).

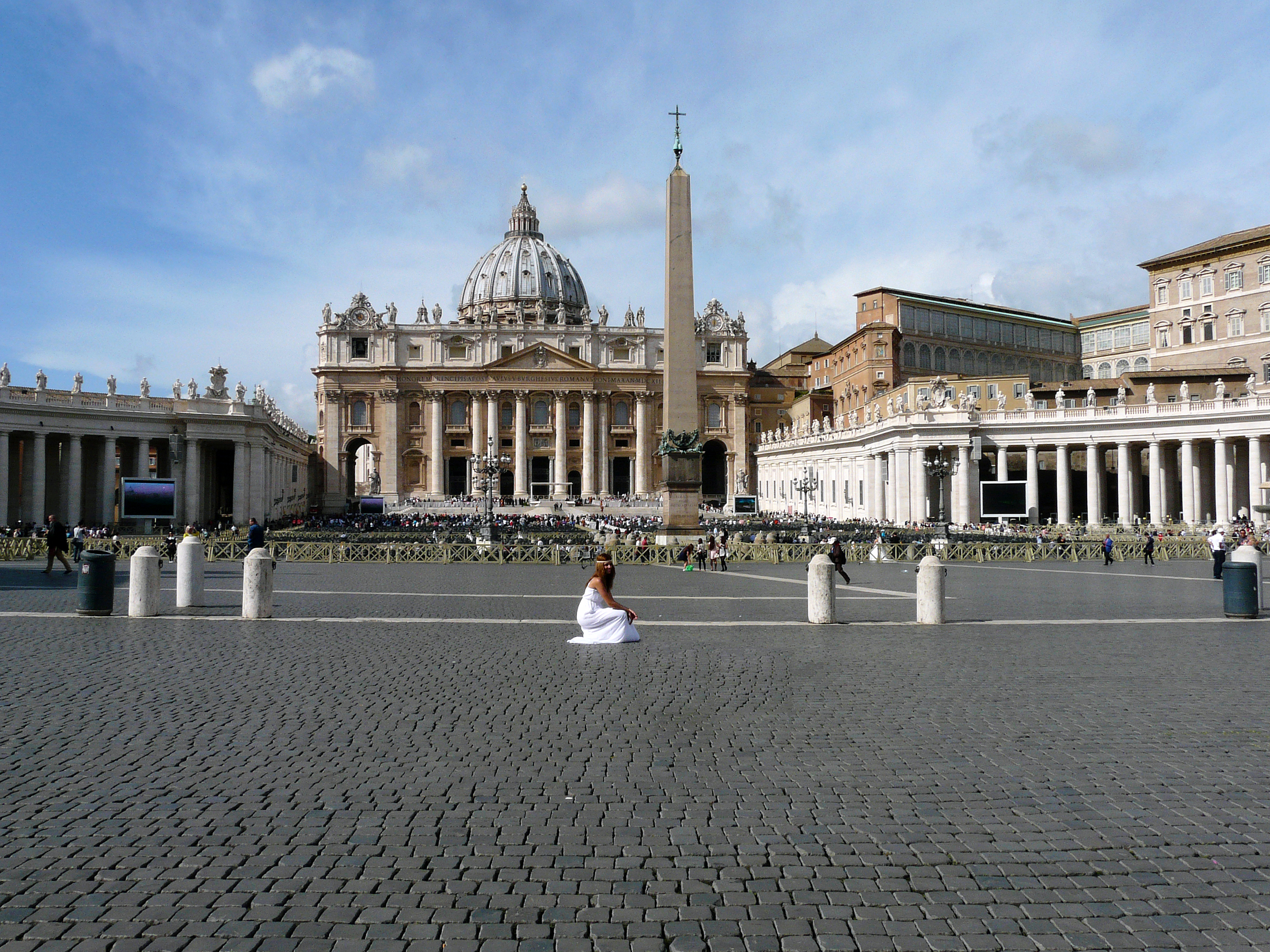
Собор Святого Петра

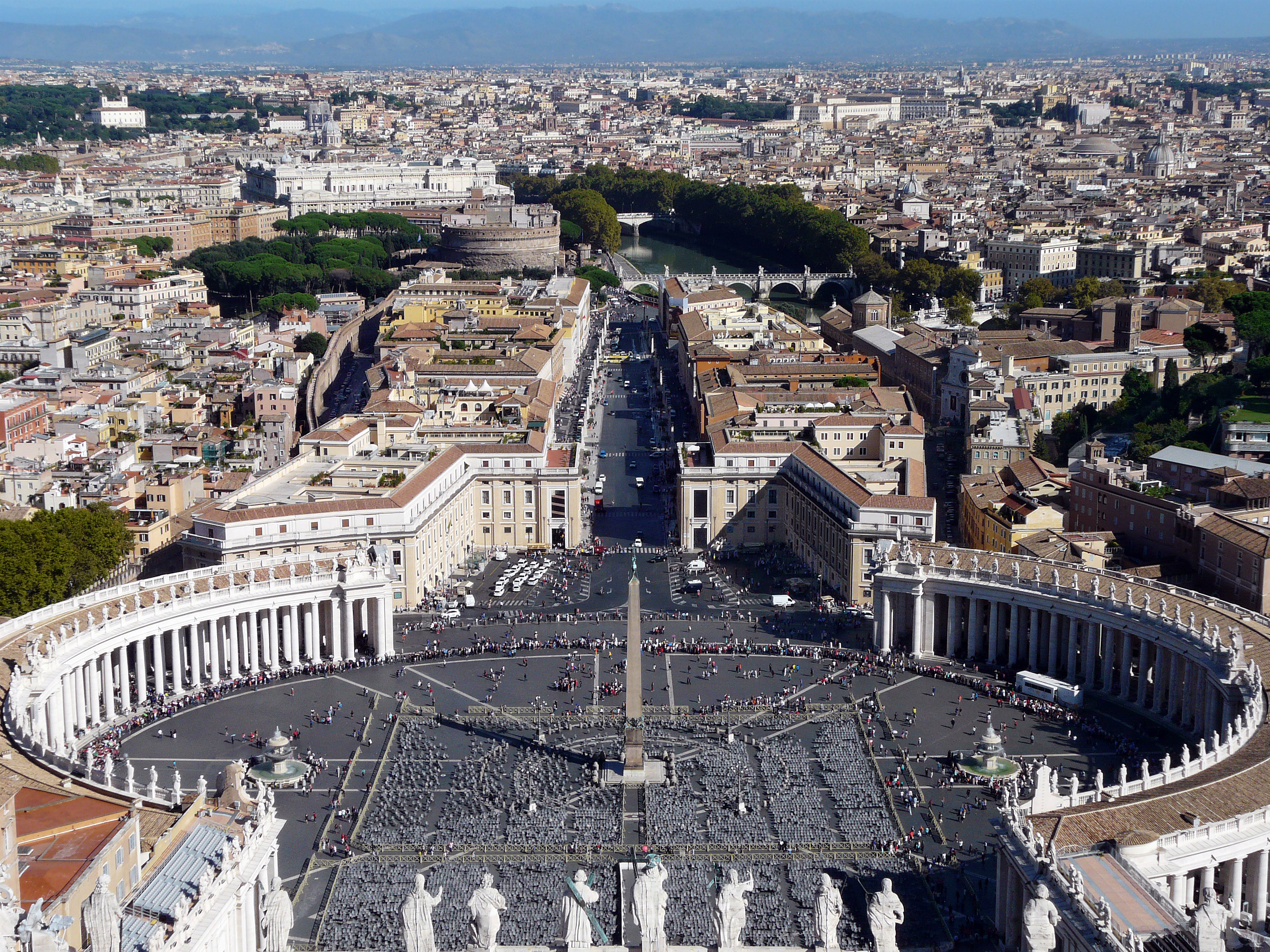
Вид площади Святого Петра с купола собора

## Политическая система
Ватикан — теократическое государство, управляемое Святым Престолом. Сувереном Святого Престола, в руках которого сосредоточены абсолютная законодательная, исполнительная и судебная власть, является Папа Римский, избирающийся кардиналами на пожизненный срок. После смерти или отречения Папы и во время конклава вплоть до интронизации нового Папы его обязанности (с существенными ограничениями) исполняет Камерленго.

## Правительство

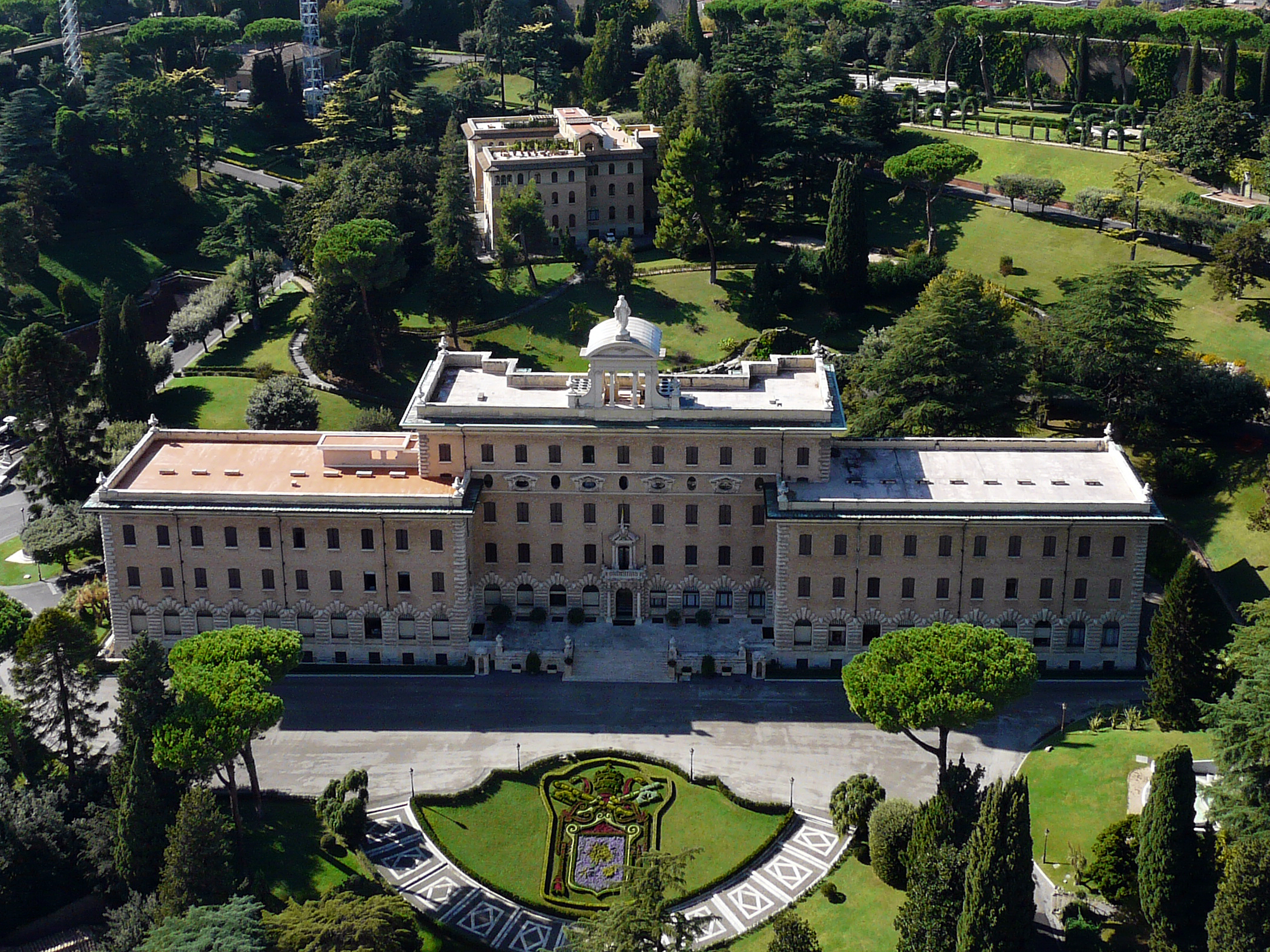
Дворец правительства Ватикана

Главой исполнительной власти является Государственный секретарь Святого Престола.
Ватиканом управляет административный орган — назначаемая Святым Престолом Папская Комиссия, во главе с губернатором (комиссия назначается на 5-летний срок, губернатор одновременно возглавляет Губернаторство государства-града Ватикана). Главным административным органом Святого престола (Практическое руководство религиозной, политической и хозяйственной деятельностью) является Римская курия. Согласно Апостольским конституциям «Regimini Ecclesiae Universae» (1968 год) и «Pastor Bonus» (1988 год) администрация католической церкви и Ватикана состоит из нескольких ведомств. Исполнением решений папы и координацией деятельности римской курии занимается Государственный секретариат. Его главе — Государственному секретарю — предоставлены все полномочия в области светского суверенитета, фактически он исполняет обязанности премьер-министра. С 2013 года государственный секретарь — кардинал Пьетро Паролин.
Высшие консультативные органы — Вселенский собор, коллегия кардиналов и епископский синод.
В составе Государственного секретариата действуют, в частности, секции общих дел (внутренним делам) и по связям с государствами (иностранным делам).
Другие органы католической церкви и Ватикана: девять конгрегаций, или дикастерий (министерств); 11 папских комиссий; бюро; Апостольская библиотека и прочие учреждения. Юридические инстанции — Высший церковный суд, Высший трибунал Апостольского суда и местный трибунал. Порядок поддерживает папская гвардия, состоящая из швейцарских гвардейцев.

## Население
Практически всё население Ватикана — подданные Ватикана, имеющие паспорт (данный паспорт обладает дипломатическим статусом Святого Престола, указывает на принадлежность к обитателям Апостольской Столицы (Ватикана) и выдаётся Государственным Секретариатом) и являющиеся служителями Католической Церкви. Паспорт № 1 традиционно выдаётся действующему Папе, который не имеет права при этом иметь никакого другого гражданства или подданства, кроме подданства Святого Престола (исключение сделано было только для Бенедикта XVI, которому разрешено было одновременно сохранить гражданство Германии, и Франциска, сохранившего аргентинское гражданство).
На 31 декабря 2011 года из 594 подданных Святого Престола 71 — кардиналы, 307 человек имеют статус духовенства и являются членами Папских представительств, 51 человек — другие представители духовенства, 1 монахиня, 109 — состав Швейцарской гвардии, а остальные 55 — миряне.
В 1983 году в Ватикане не зарегистрировано ни одного новорождённого. Немногим менее половины, 246 граждан, сохранили своё первое гражданство. Гражданство в Ватикане не наследуется и не может быть приобретено в силу рождения в государстве. Оно может быть получено только на основе служения Святому Престолу и аннулируется в случае прекращения трудовой деятельности в Ватикане.
Статья 9 Латеранского договора 1929 года между Ватиканом и Италией гласит, что если лицо перестаёт быть подданным Ватикана и не имеет гражданства какого бы то ни было другого государства, ему предоставляется итальянское гражданство.
Этнически большинство из них итальянцы, за исключением членов Швейцарской гвардии. К «дневному» населению Ватикана относятся также около 3000 работающих там итальянцев, но они живут за пределами государства.
В 2005 году в Ватикане было зарегистрировано 111 браков.
Ватикан является единственным государством в мире с нулевой рождаемостью.
На 3 июля 2018 года гражданство Ватикана имело 618 человек, из них в Ватикане проживало 246 человек (в том числе 104 члена Швейцарской гвардии). По уточнённым данным на 26 июня 2023 года, кроме Папы Римского, 64 гражданина Ватикана имели звание кардинала (из них 9 проживали в самом Ватикане), а общее число жителей Ватикана (граждан и неграждан) составляло 764 человека. В год в среднем рождается 1 ребенок (от члена Швейцарской гвардии). В среднем в год умирает 5 человек.

## Экономика
Ватикан — высокоразвитое государство-город. Ватикан имеет некоммерческую плановую экономику. Источники доходов — в первую очередь пожертвования католиков всего мира. Часть средств составляет туризм (продажа почтовых марок, ватиканских монет евро, сувениров, плата за посещение музеев). Бо́льшую часть рабочей силы (обслуживающий персонал музеев, садовники, дворники и так далее) составляют граждане Италии.
Бюджет Ватикана составляет 310 миллионов долларов США.
Ватикан имеет собственный банк, более известный под названием «Институт религиозных дел».
Ватикан имеет резервную электростанцию. С 2008 года ведётся строительство солнечной электростанции проектной мощностью 100 мегаватт.

## Инфраструктура

### Транспорт
В Ватикане нет аэропортов, но есть вертолётная площадка — Ватиканский гелипорт. Она была открыта в 1976 году и используется для связи Ватикана с международными римскими аэропортами Фьюмичино и Чампино и загородной папской резиденцией в Кастель-Гандольфо.
Имеется железнодорожная ветка длиной 852 метра и вокзал, построенный в 1932 году с юго-запада от собора святого Петра. Ватиканская железная дорога соединена с сетью итальянских железных дорог.

### Коммуникации
В Ватикане есть радиостанция, построенная в 1931 году. Радио Ватикана вещает на 47 языках. С 1949 года в структуре Радио Ватикана работает телевизионный центр CTV (Centro Televisivo Vaticano), который обеспечивает прямые трансляции мероприятий на партнёрских каналах и в Интернете. 

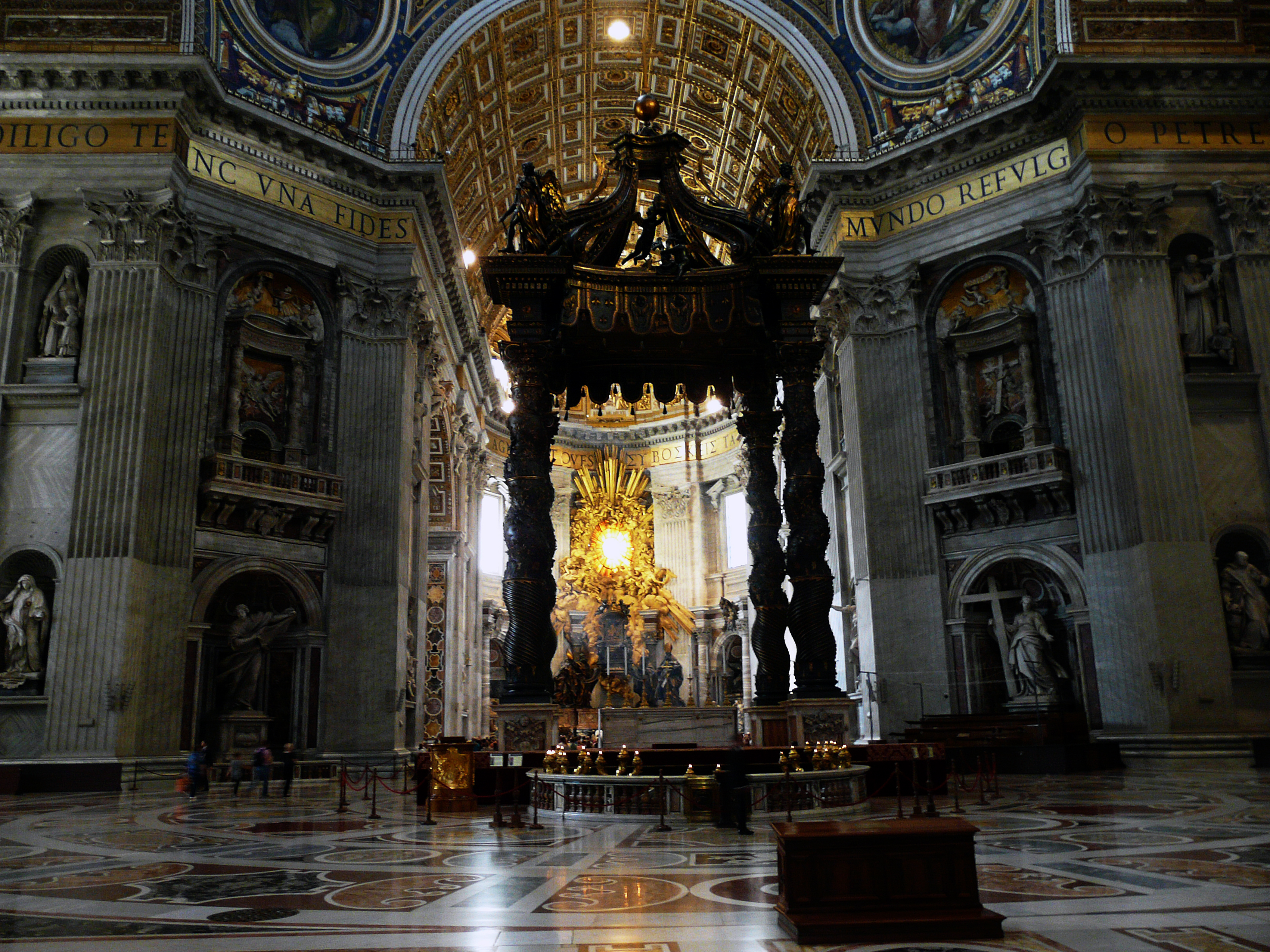
Внутреннее убранство собора Святого Петра

Ватикан обладает собственным интернет-доменом — «.va». Долгое время единственным сайтом на этом домене оставался vatican.va, содержащий официальную и контактную информацию, ежедневные пресс-бюллетени, речи Святейшего Отца, оцифровки из Ватиканских архивов и другое. 29 июня 2011 года в Ватикане был запущен собственный информационный интернет-портал news.va, также есть информационный портал Радио Ватикана, который публикует тексты на 39 языках мира, сайт губернаторства Града-Государства Ватикан, отдельный сайт газеты L’Osservatore Romano, Библиотеки Ватикана и другие интернет-ресурсы.
С 1909 года в Ватикане издаётся бюллетень Святого Престола «Acta Apostolicae Sedis», публикующий папские законодательные акты на латинском языке. С 1861 года издаётся ежедневная газета L’Osservatore Romano на итальянском языке. С 1860 года выходит ежегодное справочное издание Annuario Pontificio.
С 2002 года в Дирекцию телекоммуникаций Губернаторства Государства Града Ватикан входит телефонная служба, которая управляет ватиканскими телекоммуникациями, в том числе голосовой проводной связью и сетью передачи данных. 18 мая 2010 года Ватикан подписал договор с итальянским подразделением международного оператора сотовой связи Vodafone. Собственных операторов сотовой связи у Ватикана нет. Кроме того, Ватикан имеет почту.

## Вооружённые силы

Карта Ватикана

До 1970 года в Ватикане существовало четыре вида вооружённых сил:
1. Дворянская гвардия;
2. Палатинская (дворцовая) гвардия;
3. Жандармерия Ватикана;
4. Швейцарская гвардия.

В 1970 году папа Павел VI реформировал вооружённые силы, ликвидировав три первые вида войск и оставив для охраны государства Швейцарскую гвардию, основанную в 1506 году. В 2002 году Иоанн Павел II восстановил жандармерию, однако теперь она исполняет только полицейские функции и не является частью вооружённых сил.
Швейцарская гвардия подчиняется непосредственно Святому Престолу.
Формально в процентном соотношении Ватикан является самым милитаризованным государством мира. По данным 2005 года, из 557 граждан 101 являются военными на действительной службе, что составляет 18 % населения, а это более чем в три раза перекрывает показатели второй по милитаризации страны мира — Северной Кореи (4,9 %).

## Культура
В Ватикане расположены всемирно известные шедевры архитектуры — Собор Святого Петра с внутренним убранством, ватиканские музеи, в числе которых Сикстинская капелла и др., а также знаменитая Ватиканская библиотека.

### Ордена Ватикана
Папские ордена:
- Верховный орден Христа
- Орден Золотой шпоры
- Орден Пия IX
- Орден Святого Григория Великого
- Орден Святого Сильвестра
- Иерусалимский орден Святого Гроба Господня

## Международные отношения

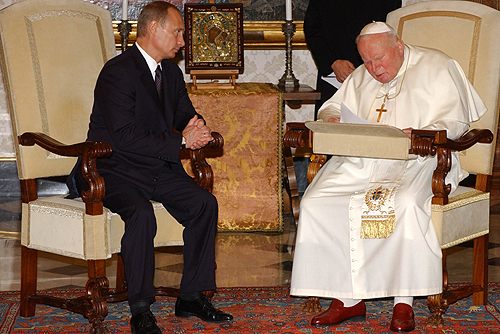
Владимир Путин и Иоанн Павел II. Ноябрь 2003 года

Сам Ватикан не устанавливает дипломатических отношений, не участвует в международных организациях и не заключает международные договоры, поскольку является суверенной территорией Святого Престола, и суверенитет первого прямо проистекает из суверенитета последнего. Однако во многих источниках, включая новостные и дипломатические, дипломатические отношения Святого Престола называют дипломатическими отношениями Ватикана. Кафедра Римских епископов признаётся суверенным субъектом международного права с раннесредневековых времён. И в период между 1860 годом до заключения Латеранских соглашений 1929 года суверенитет Святого Престола признавался не только католическими державами, но также Российской империей и Пруссией.
Дипломатические отношения Ватикана и Святого Престола находятся в ведении Секции отношений с государствами Государственного секретариата. Секцию возглавляет Секретарь по отношениям с государствами в сане архиепископа — в настоящее время титулярный архиепископ Ходелма Пол Ричард Галлахер (с 8 ноября 2014).
Святой Престол поддерживает дипломатические отношения со 182 странами мира, в которых он представлен папскими послами (нунциями). Также Ватикан поддерживает дипломатические отношения с Европейским союзом и с Организацией освобождения Палестины и является членом 15 международных организаций, в том числе ВОЗ, ВТО, ЮНЕСКО, ОБСЕ и ФАО.
Дипломатические отношения Ватикана и Великобритании, прерванные в эпоху Реформации, были восстановлены лишь в марте 1982 года, после более чем 400-летнего перерыва.
В 1989 году в ходе встречи президента СССР Михаила Горбачёва с Иоанном Павлом II была достигнута договорённость об установлении отношений между СССР и Ватиканом на уровне официальных представительств. Такие отношения были установлены 15 марта 1990 года, первым представителем СССР при Святом Престоле в ранге Чрезвычайного и Полномочного Посла стал Юрий Карлов, а в Москву прибыл апостольский нунций со специальными полномочиями. После распада СССР Ватикан установил отношения с Россией как преемницей СССР на уровне сначала постоянных представительств, а с декабря 2009 года — на уровне посольств.

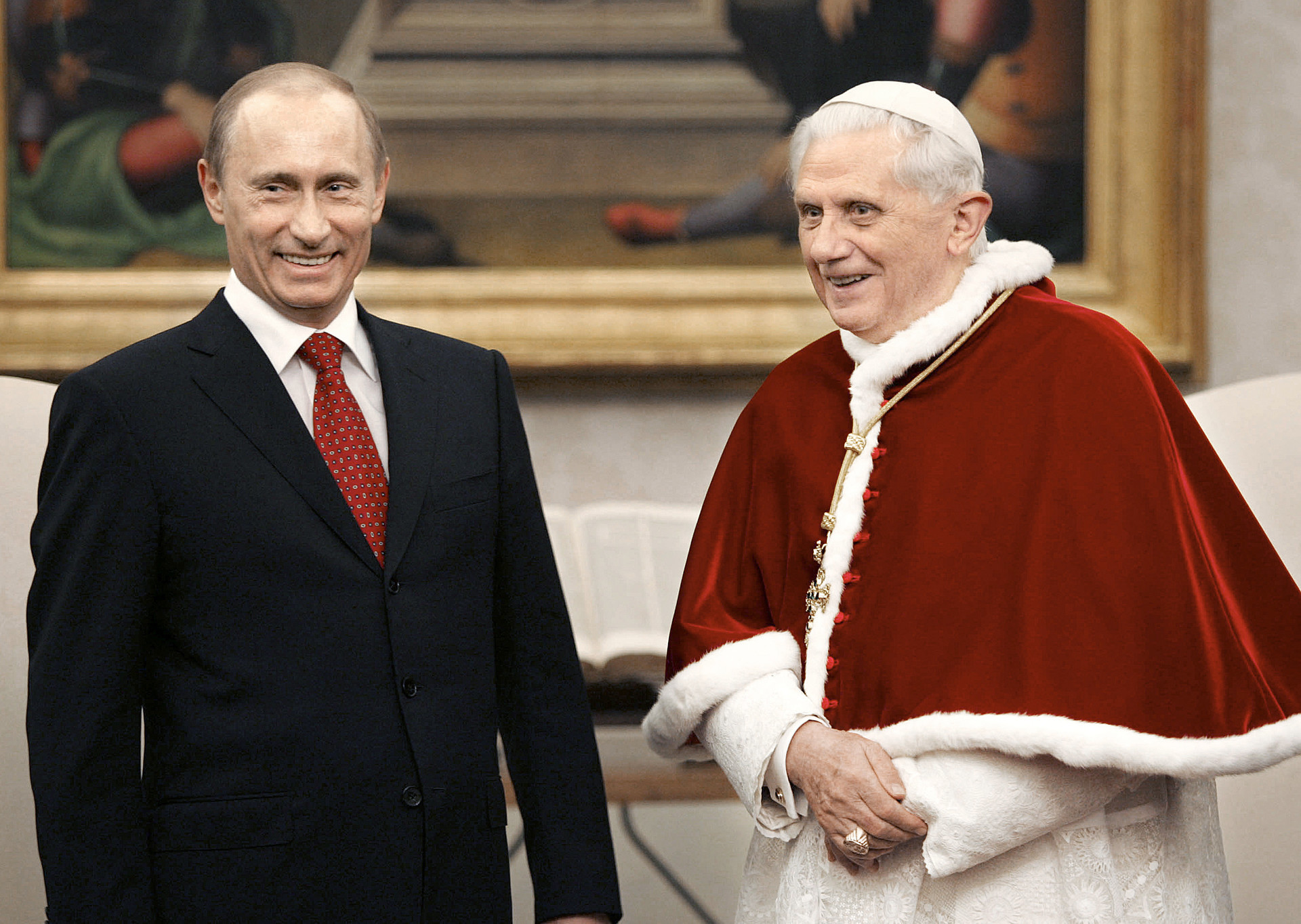
Владимир Путин посещает Бенедикта XVI, 13 марта 2007 года

В начале 1990-х Ватикан установил дипломатические отношения со странами Восточной и Центральной Европы, которые ранее находились под управлением коммунистических партий, а также с рядом государств бывшего Советского Союза.
Ватикан активно выступает за сохранение мира и урегулирование международных конфликтов. В 1991 году он предостерегал от войны в Персидском заливе. Католическая церковь играла видную роль в прекращении гражданских войн в Центральной Америке. Во время поездок в этот регион папа призывал к прекращению гражданской войны в Гватемале, примирению в Никарагуа, утверждению «новой культуры солидарности и любви».
Святой Престол — старейший (1942 год) дипломатический союзник Тайваня и ныне является единственным суверенным субъектом международного права в Европе, формально признающим Китайскую Республику (Тайвань).
В 1971 году Святой Престол заявил о своём решении придерживаться Договора о нераспространении ядерного оружия, дабы «предоставить моральную поддержку принципам, которые служат основой самого Договора».
В 2007 году Святым Престолом были установлены дипломатические отношения с Саудовской Аравией.